# Échiquier des Balkans
Pour les articles homonymes, voir Échiquier (papillon).
Melanargia larissa
Espèce
L'Échiquier des Balkans (Melanargia larissa) est une espèce d'insectes lépidoptères (papillons) appartenant à la famille des Nymphalidae, à la sous-famille des Satyrinae et au genre Melanargia.

## Dénomination
Melanargia larissa a été nommé par Carl Geyer en 1828.

### Noms vernaculaires
L'Échiquier des Balkans se nomme Balkan Marbled White en anglais.

### Sous-espèces
- Melanargia larissa astanda (Boisduval, 1848)
- Melanargia larissa hertina Staudinger, 1901 ; en Géorgie[1].

## Description
C'est un papillon de taille moyenne qui présente un damier noir et blanc et une suffusion basale grise.
Le revers dessine en noir les limites des damiers. L'ocelle de l'apex des antérieures et celles en ligne aux postérieures sont bien visibles, de couleur noire pupillé de blanc.
En Grèce, des formes femelles dont le verso des ailes postérieures est de couleur chamois clair ou blanchâtre sont communes.

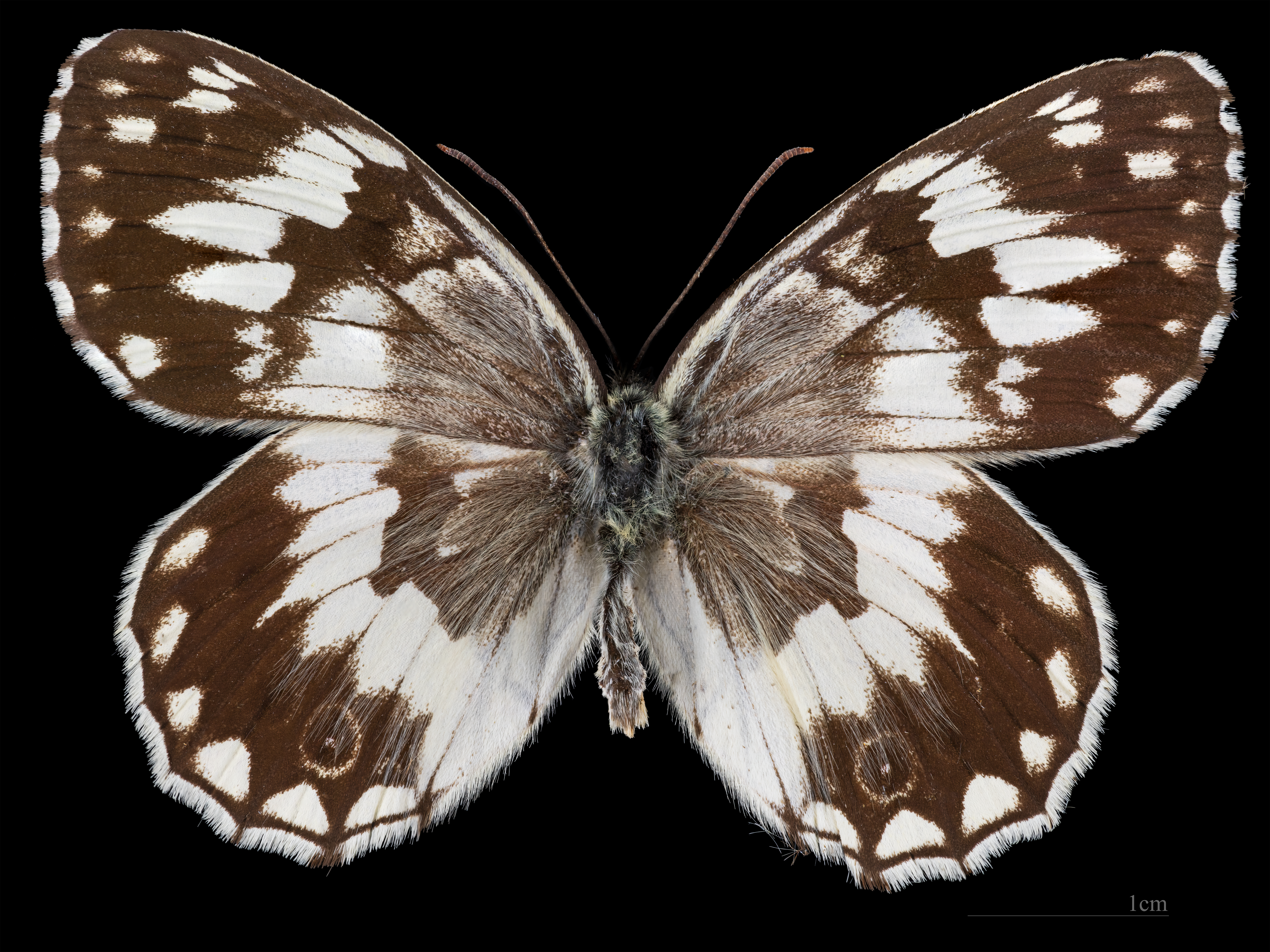
Melanargia larissa ♂
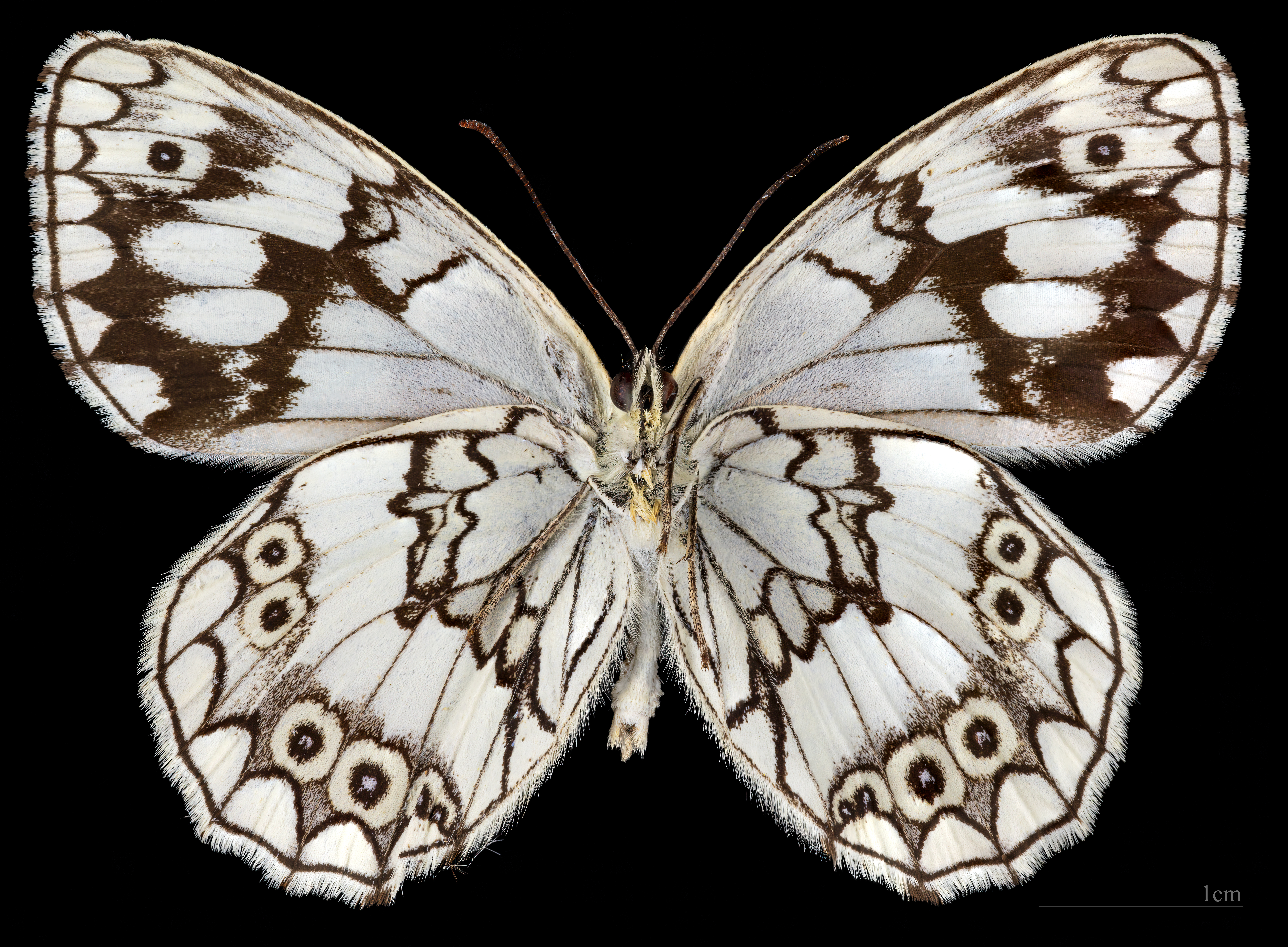
Melanargia larissa ♂  △
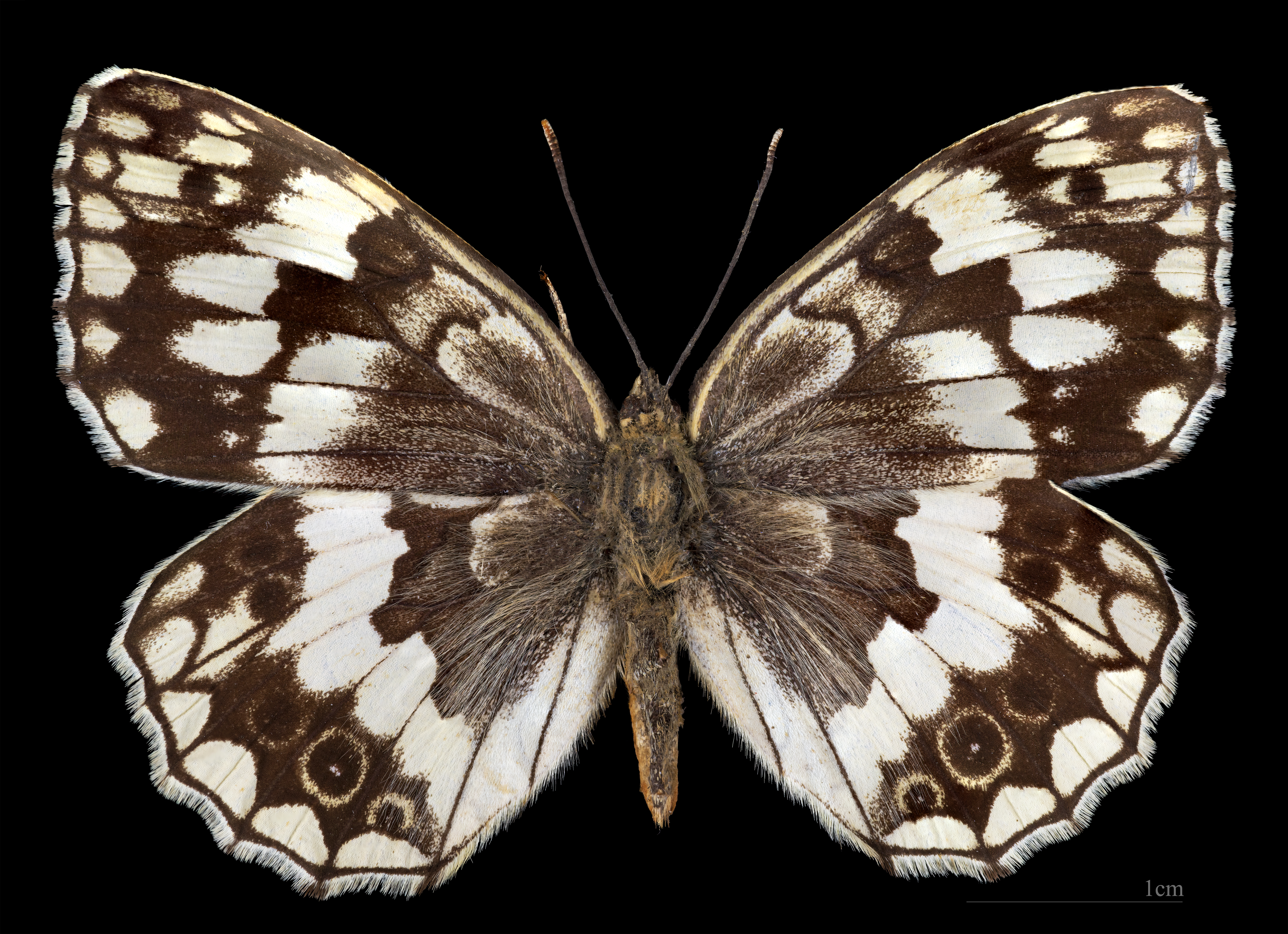
Melanargia larissa  ♀
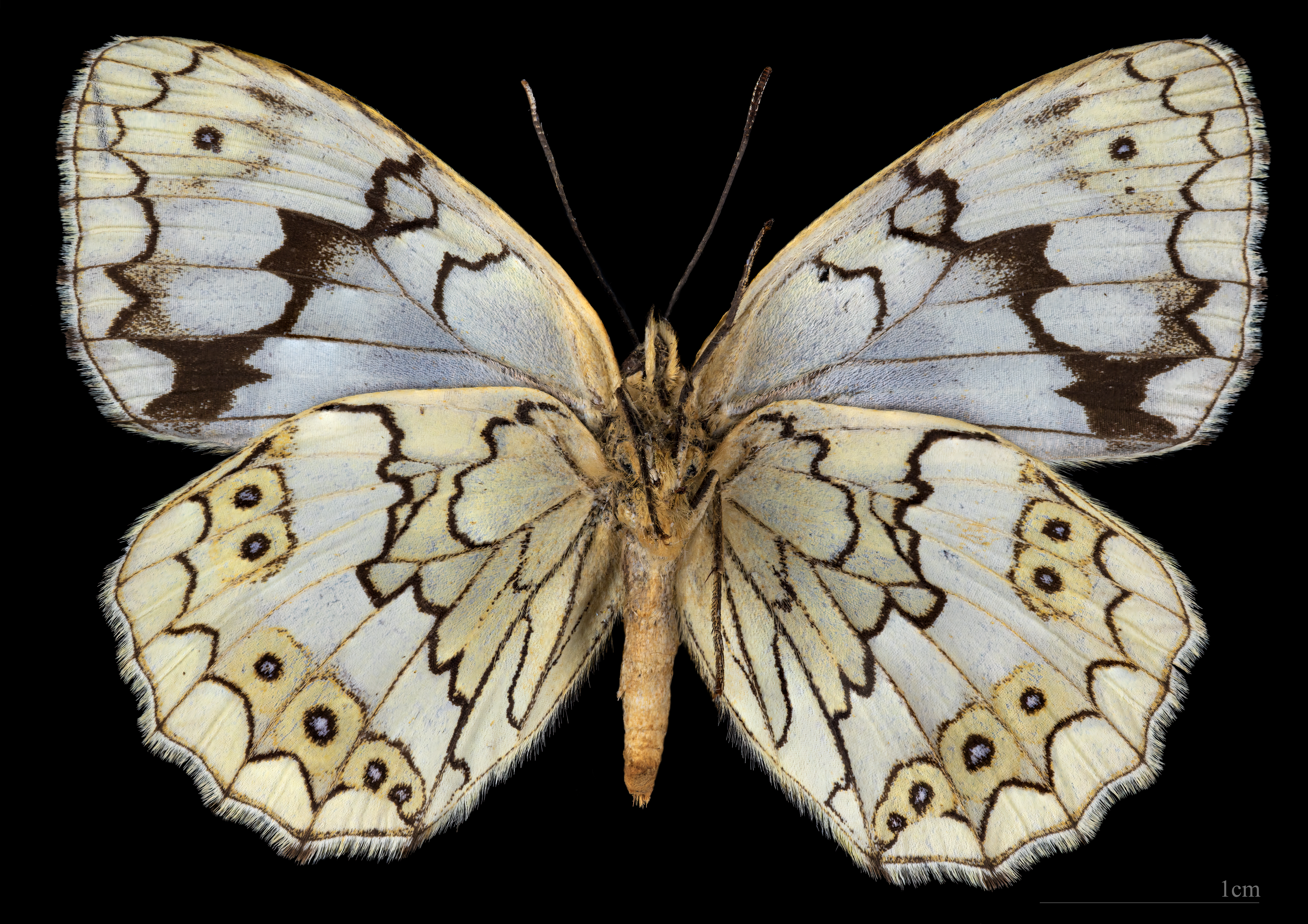
Melanargia larissa  ♀ △

## Biologie

### Période de vol et hivernation
La période de vol s'étend de mai à fin juin ou début août selon les localités, en une seule génération.

### Plantes hôtes
La chenille se nourrit de graminées, des Poa.

## Écologie et distribution
L'Échiquier des Balkans est présent dans le sud-est de l’Europe, dans les Balkans, en Turquie et en Asie Mineure, jusques dans le nord-ouest de l'Iran.
En Europe il est présente sur les côtes de Croatie, Serbie, Albanie, en Macédoine, Bulgarie et en Grèce (dont Corfou, Leucade, Lemnos, Lesbos et Siros.

### Biotope
Il réside dans des lieux secs herbus et fleuris, entre O et 2150 mètres (surtout au-dessous de 1500 mètres), souvent parmi les rochers en bois clairs et les buissons.

## Espèces ressemblantes en Europe occidentale et au Maghreb
- Melanargia arge -  Échiquier d'Italie, en Italie.
- Melanargia galathea  -   Demi-deuil
- Melanargia ines - Échiquier des Almoravides, au Portugal, en Espagne, au Maroc, en Algérie, Tunisie et Libye.
- Melanargia lachesis -  Échiquier ibérique.
- Melanargia occitanica - Échiquier d'Occitanie, dans le sud-ouest de l'Europe, en Afrique du Nord et en Sicile.
- Melanargia pherusa - Échiquier de Sicile, en Sicile.
- Melanargia russiae - Échiquier de Russie, présent du sud de l'Europe au centre de l'Asie.

## Liens taxonomiques
- (en) Tree of Life Web Project : Melanargia larissa
- (en) Catalogue of Life : Melanargia larissa Hübner, 1827 (consulté le 16 décembre 2020)
- (en) Fauna Europaea : Melanargia larissa (Geyer, 1828) (consulté le 21 mars 2023)